# Горинг, Джордж, лорд Горинг
Джордж Горинг, лорд Горинг (англ. George Goring, Lord Goring; 14 июля 1608 — 25 июля 1657) — английский солдат-роялист. С 1644 по 1657 год он был известен под титулом лорда Горинга как старший сын первого графа Норвича.

## Ранняя жизнь
Родился 14 июля 1608 года. Старший сын Джорджа Горинга, 1-го графа Норвича (1585—1663), и Мэри Невилл. 25 июля 1629 года он женился на леди Леттис Бойль (1610—1649), дочери Ричарда Бойля, 1-го графа Корка, и Кэтрин Фэнтон.

## Опыт перед гражданскими войнами
Его тесть, Ричард Бойль, 1-й граф Корк, добился для него должности в голландской армии в звании полковника. Он был навсегда искалечен раной, полученной при осаде Бреды в 1637 году, и вернулся в Англию в начале 1639 года, когда был назначен губернатором Портсмута.
Он участвовал в Епископских войнах и уже имел значительную репутацию, когда участвовал в «Армейском заговоре» (1641). Офицеры армии, дислоцированной в Йорке, предложили подать петицию королю и парламенту о сохранении королевской власти. Вторая партия выступала за более жестокие меры, и Джордж Геринг, в надежде быть назначенным генерал-лейтенантом, предложил двинуть армию на Лондон и внушить страх парламенту во время суда над графом Страффордом (1641). Это предложение было отвергнуто его коллегами-офицерами, и он передал дело Маунтджою Блаунту, 1-му графу Ньюпорту, который косвенно передал информацию Джону Пиму в апреле.

## Генерал-лейтенант кавалерии
Полковника Джорджа Геринга вызвали для дачи показаний перед Палатой общин, которая похвалила его за заслуги перед Содружеством. Это предательство его товарищей вселило уверенность в умы парламентских лидеров, которые отправили его обратно на должность губернатора Портсмута. Тем не менее в августе он выступил за короля. Он сдал Портсмут парламенту в сентябре 1642 года после осады Портсмута и отправился в Нидерланды для набора в роялистскую армию, вернувшись в Англию в декабре. Назначенный графом Ньюкаслом в кавалерийское командование, он разбил лорда Ферфакса при Сикрофт-Муре близ Лидса в марте 1643 года, но в мае он был взят в плен в Уэйкфилде при захвате города Томасом Ферфаксом. В апреле 1644 года он был освобожден во время обмена пленных.
В битве при Марстон-Муре Джордж Горинг командовал левым флангом роялистов и атаковал с большим успехом, но, позволив своим солдатам рассеяться в поисках добычи, был разбит Оливером Кромвелем в конце битвы. В ноябре 1644 года, после возведения своего отца в звание графа Норвича, он стал лордом Горингом. Парламентские власти, однако, отказались признать создание графства и продолжали называть отца «лордом Горингом», а сына «генералом Горингом».
В августе Джордж Горинг был отправлен принцем Рупертом Рейнским, который признал его способности, присоединиться к королю Карлу I на юге, и, несмотря на его распутный и непокорный характер, он был назначен вместо Генриха, лорда Уилмота, генерал-лейтенантом королевской конницы. Он добился некоторых успехов на западе и в январе 1645 года продвинулся через Хэмпшир и занял Фарнхэм; но нехватка денег вынудила его отступить в Солсбери, а оттуда в Эксетер. Эксцессы, совершенные его войсками, серьезно повредили делу роялистов, а его поборы сделали его имя ненавистным на всем западе.
Он сам готовился осадить Тонтон в марте 1645 года, однако, когда в следующем месяце принц Карл, находившийся в Бристоле, попросил его прислать подкрепление сэру Ричарду Гренвиллу для осады Тонтона, он подчинился приказу только с дурным настроением. Позже, в апреле 1645 года, он был вызван со своими войсками на помощь королю в Оксфорде.
Лорд Горинг давно добивался независимого командования, и теперь он получил от короля то, что было практически верховной властью на западе. Граф Ньюпорт утверждал, что он был готов еще раз выразить свою преданность парламенту. Маловероятно, что он замышлял открытую измену, но он был виновен в небрежности и был занят личными амбициями и ревностью. Он все еще участвовал в беспорядочных операциях против Тонтона, когда началась основная кампания 1645 года.
Об участии армии Джорджа Горинга в операциях кампании при Нэйзби. После решительного поражения короля армия лорда Фэрфакса двинулась на запад и разгромила Горинга в катастрофическом бою при Лэнгпорте 10 июля 1645 года. Он больше не оказывал серьезного сопротивления парламентскому генералу, но тратил свое время на легкомысленные развлечения.

## Изгнание и командование в Испании
В ноябре 1645 года он получил разрешение оставить свои дезорганизованные силы и удалиться во Францию по состоянию здоровья. Заслуги отца обеспечили ему командование некоторыми английскими полками на испанской службе. Он умер в Мадриде после обращения в католичество (на попечении иезуитов) в июле или августе 1657 года.